# Sükösd
Sükösd é uma vila da Hungria, situada no condado de Bács-Kiskun. Tem 94,18 km² de área e sua população em 2019 foi estimada em 3.455 habitantes.